# Jiddu Krishnamurti
Jiddu Krishnamurti hay J. Krishnamurti, (12 tháng 5 năm 1895–17 tháng 2 năm 1986) là một tác gia và nhà diễn thuyết nổi tiếng về các vấn đề triết học và tinh thần. Các chủ đề bao gồm (nhưng không giới hạn) gồm mục đích của thiền định, mối quan hệ giữa con người, và phương cách để tạo nên sự thay đổi xã hội tích cực trên phạm vi toàn cầu.

## Tiểu sử
Krishnamurti được sinh ra trong một gia đình Bà la môn tại Ấn Độ (khi ấy là một nước thuộc địa của đế quốc Anh). Khi còn thanh niên, Krishnamurti có cơ hội gặp gỡ với ông C.W. Leadbeater một nhà huyền bí học nổi tiếng và có vị trí cao trong Hội Thông Thiên học tại một khu đất thuộc trụ sở chính của Hội Thông Thiên Học ở Adyar thuộc Madras (bây giờ là Chennai). Sau đó, Krishnamurti được nuôi dưỡng dưới sự giám hộ của bà Annie Besant và ông C.W. Leadbeater, những nhà lãnh đạo của Hội Thông Thiên Học lúc đó tin rằng Krishnamurti sẽ trở thành vị Thầy Thế giới trong tương lai. Krishnamurti đã bác bỏ ý tưởng này và giải tán hội Ngôi Sao Phương Đông (một tổ chức toàn cầu được lập để hỗ trợ ý tưởng này). Krishnamurti khẳng định rằng mình không thuộc bất cứ quốc tịch, tầng lớp, tôn giáo hay trường phái triết học nào, và ông dành suốt quãng đời còn lại của mình đi khắp thế giới như một nhà diễn thuyết độc lập, nói chuyện với các nhóm lớn và các nhóm nhỏ, cũng như với những cá nhân quan tâm. 
Krishnamurti là tác giả của rất nhiều cuốn sách. Ngoài ra, một khối lượng đồ sộ các bài nói và thảo luận của ông cũng được xuất bản. Ở tuổi 90, Krishnamurti đã diễn thuyết tại Liên Hợp Quốc về chủ đề hòa bình và nhận thức, và ông đã được trao tặng Huân chương Hòa Bình của Liên Hợp Quốc năm 1984. Buổi nói chuyện trước công chúng cuối cùng của ông diễn ra tại Madras, Ấn Độ, tháng 1 năm 1986, một tháng trước khi ông qua đời tại nhà riêng tại Ojai, California. Những người ủng hộ ông, làm việc trong các tổ chức phi lợi nhuận, trông nom một số trường học độc lập thực hiện quan điểm của ông về giáo dục – tại Ấn Độ, Anh Quốc và Mỹ – và tiếp tục sao chép và phổ biến hàng nghìn bài nói, các cuộc thảo luận nhóm và cá nhân, và các tác phẩm khác, xuất bản chúng dưới nhiều định dạng khác nhau, bao gồm sách, audio, video, sách điện tử, internet, với nhiều ngôn ngữ khác nhau.
J.Krishnamurti, cuộc sống và những lời dạy của ông trải dài trong phần lớn thế kỷ hai mươi, được nhiều người tôn vinh là một con người có ảnh hưởng sâu sắc nhất vào ý thức nhân loại trong thời đại hiện nay. Là một hiền nhân, triết gia và tư tưởng gia, ông soi sáng cuộc sống của hàng triệu người khắp thế giới: những người trí thức và những người bình thường, cả người già lẫn người trẻ. Ông tạo ra ý nghĩa căn bản và mới mẻ cho tôn giáo bằng cách chỉ rõ một cách sống vượt khỏi tất cả những tôn giáo có tổ chức. Ông can đảm đối diện những vấn đề của xã hội hiện nay và phân tích bằng sự rõ ràng có khoa học những hoạt động của trí não con người. Tuyên bố rằng sự quan tâm duy nhất của ông là "làm cho con người được tự do một cách tuyệt đối và không điều kiện", ông tìm kiếm sự giải thoát con người khỏi tình trạng bị điều kiện sâu thẳm của tánh ích kỷ và đau khổ.
Từ đầu những năm 1920 đến năm 1986, Krishnamurti đi khắp thế giới cho đến cuối đời lúc 91 tuổi, tổ chức những buổi nói chuyện, những cuộc thảo luận, viết sách hay là ngồi yên lặng cùng những người đàn ông và phụ nữ đang tìm kiếm sự hiện diện đầy nhân ái và an ủi của ông. Những lời dạy của ông không dựa vào những hiểu biết thuộc sách vở và kinh điển nhưng dựa vào sự thấu triệt về tình trạng bị điều kiện của con người và quan điểm của ông về sự thiêng liêng. Ông không trình bày bất kỳ "triết thuyết" nào, trái lại nói về những sự việc liên hệ với tất cả chúng ta trong cuộc sống hằng ngày: những vấn đề khi đang sống trong xã hội hiện đại với sự phân hoá và bạo lực của nó, sự tìm kiếm của cá nhân để có an toàn và hạnh phúc, và sự đòi hỏi của con người để được tự do khỏi những gánh nặng tâm lý của tham lam, bạo lực, sợ hãi và đau khổ.
Krishnamurti không lệ thuộc vào bất kỳ tôn giáo, giáo phái, hay là quốc gia nào. Ông cũng không tán thành bất kỳ trường phái tư tưởng thuộc học thuyết hay chính trị nào. Trái lại ông quả quyết rằng những trường phái này chính là những yếu tố phân chia con người với con người và tạo ra xung đột lẫn chiến tranh. Ông nhấn mạnh vào thời gian và lặp lại liên tục rằng chúng ta là những con người cao quý và quan trọng nhất, rằng mỗi người trong chúng ta là phần còn lại của nhân loại và không khác biệt gì cả. Ông vạch ra sự quan trọng để tạo ra cuộc sống hàng ngày của chúng ta một chất lượng thiền định và tôn giáo sâu sắc. Ông nói chỉ có một sự thay đổi triệt để mới có thể tạo ra một cái trí mới mẻ, một nền văn minh mới mẻ. Vẫn vậy lời dạy của ông vượt khỏi tất cả những biên giới do con người tạo ra của những niềm tin tôn giáo, những cảm tình quốc gia và những quan điểm thuộc giáo phái. Cùng lúc, chúng cho một ý nghĩa và một phương hướng mới đến việc tìm hiểu của con người hiện đại về chân lý, về thiêng liêng. Những lời dạy của ông, không chỉ liên quan đến thời đại hiện nay, mà còn có tính tổng thể và không thời gian.

## Tác phẩm
- Nghĩ về những điều này Lưu trữ ngày 24 tháng 2 năm 2009 tại Wayback Machine
- Thế nào là Tình Yêu Lưu trữ ngày 24 tháng 2 năm 2009 tại Wayback Machine
- Bàn về liên hệ Lưu trữ ngày 24 tháng 2 năm 2009 tại Wayback Machine
- Bàn về giáo dục Lưu trữ ngày 24 tháng 2 năm 2009 tại Wayback Machine
- Cuốn sách của cuộc sống Lưu trữ ngày 24 tháng 2 năm 2009 tại Wayback Machine
- Nói chuyện cuối cùng 1985 Lưu trữ ngày 24 tháng 2 năm 2009 tại Wayback Machine
- Bài diễn văn giải tán hội Ngôi sao Lưu trữ ngày 24 tháng 2 năm 2009 tại Wayback Machine
- Tuyển tập Krishnamurti Lưu trữ ngày 24 tháng 2 năm 2009 tại Wayback Machine
- Bạn làm gì với đời mình - Chuyên đề đặc biệt dành cho tuổi trẻ
- Cuộc đời phía trước
- Về sống và chết
- Đại bàng cất cánh
- Tự do đầu tiên và cuối cùng
- Giáo dục và ý nghĩa của cuộc sống
- Bàn luận về cuộc sống I
- Bàn luận về cuộc sống II
- Bàn luận về cuộc sống III
- Tự do khỏi tri thức
- Thiền định
- Cuộc cách mạng duy nhất
- Bạn là cả thế giới
- Truyền thống và Cách mạng
- Sự khẩn thiết phải thay đổi
- Câu hỏi không thể
- Khai sáng trí năng
- Khám phá nội tâm
- Toàn bộ cuộc sống
- Ngọn lửa chú ý
- Tương lai là hiện tại
- Mạng lưới suy nghĩ
- Tâm không đo lường
- Thư gửi trường học
- Đường vào hiện sinh